# Буда-Макеевка
Бу́да-Маке́евка (укр. Буда-Макіївка) — село в Смелянском районе Черкасской области Украины.
Население по переписи 2001 года составляло 321 человек. Почтовый индекс — 20755. Телефонный код — 4733.

## Местный совет
20754, Черкасская обл., Смелянский р-н, с. Макеевка, ул. Ленина, 20